# Ковалёвка (Ростовская область)
Ковалёвка — посёлок в Аксайском районе Ростовской области.
Входит в состав Рассветовского сельского поселения.

## География
Расположен в 12 км (по дорогам) севернее районного центра — города Аксай. Расстояние до административного центра поселения от поселка Ковалёвка равно 7 километров. 

### Улицы
- пер. Дачный 1-й
- пер. Дачный 2-й
- ул. Салютная
- ул. Центральная

## История
Посёлок Ковалёвка был образован 21 сентября 1929 года. 
В состав Рассветовского сельского Совета хутор Ковалевка вошел с количеством населения – 264 человека. 
По состоянию на февраль 2017 года, согласно заявлению главы администрации Аксайского района Виталия Борзенко, будет проведена разработка проекта по реконструкции очистных сооружений, расположенных на территории  посёлка. За несколько лет до этого стало известно, что сточные воды центральной канализации Аксая нуждаются в очищении. Сточные воды, появляющиеся в результате жилой застройки и промышленных предприятий города, впоследствии поступают в пруды поселка Ковалевка, а уже из них – без очистки и обеззараживания в приток реки Темерник. 
Имеется отделение Почты России (ул. Центральная, 1). 
Газификация поселка составляет 95%. Работает 1 больница, рассчитанная на 1000 коек. Есть 1 дом культуры.

## Население
| 1989 | 2002 | 2010  |
| ---- | ---- | ----- |
| 628  | ↗753 | ↗1305 |

Численность населения в Ковалёвке на 1 января 2015 года составляет 783 человека. 

## Достопримечательности
На севере от села Ковалевка расположено древнее поселение Красный Яр 1.